# Peer Moberg
Peer Moberg, född den 14 februari 1971 i Oslo, är en norsk seglare.
Han tog OS-brons i laser i samband med de olympiska seglingstävlingarna 1996 i Atlanta.